# Rövnəq Abdullayev
Rövnəq İbrahim oğlu Abdullayev (* 3. April 1965 in Naxçıvan, Aserbaidschanische SSR) ist der Präsident des staatlichen aserbaidschanischen Energieunternehmens SOCAR und Präsident des aserbaidschanischen Fußballverbandes.

## Laufbahn
Abdullayev studierte Bauingenieurwesen an der Lomonossow-Universität in Moskau.
Nach dem Studium arbeitete er zunächst für die Nef-Dashlari-Öl-und-Gas-Produktion der Caspian Sea Oil & Gas Production Association. Nachdem er dort führende technische Managementaufgaben erfüllt hatte, wurde er 2003 zum Direktor der Heydar Aliyev Raffinerie berufen.
Seit Dezember 2005 ist er Präsident der State Oil Company of Azerbaijan Republic.
Abdullayev ist verheiratet und hat zwei Kinder.